# 智威·克里斯蒂
智威·克里斯蒂，全名約翰·沃爾特·克里斯蒂（英語：John Walter Christie/J.Walter Christie，1865年5月6日—1944年1月11日），美國工程師。克里斯蒂坦克和克里斯蒂懸掛是其一大發明，對同時代的坦克（其中最著名的有蘇聯BT和T-34系列等）有着深遠的影響。
克里斯蒂是首位參加1907年法國大獎賽的美國人，亦在早期在早期汽车发展中亦有突出贡献，是汽车前置前驱的先驱者之一，1904年获得專利。

## 早年
1907年9月9日，克里斯蒂在賓夕法尼亞州匹茲堡的布魯諾斯島賽道上撞到散落的碎片，在車禍中嚴重受傷。9月19日，克里斯蒂出院並返回紐約。克里斯蒂後將精力從賽車轉移到開發他的前紐約式出租車設計。
克里斯蒂設計了M1928坦克，他將其稱為「1940年模型」，因為他認為它比時代早了12年。 M1928仍然保留了較大的車輪，且可以將履帶拆除以進行公路行駛，從而提高了速度和範圍。該原型機的革命之處在於其每個坦克都有自己的彈簧加載組件。坦克內部空間減小，但是（加上非常輕的總重量）使空前的高速越野機動性成爲可能，儘管代價是裝甲非常薄。

## 坦克設計（M1928）
在1928年10月，在弗吉尼亞邁爾堡的測試中，M1928使陸軍參謀長查爾斯·薩默納爾將軍和其他高級官員對此印象深刻，並強烈建議步兵坦克委員會對新車進行進一步的官方測試。但是，坦克委員會沒有留下深刻的印象。他們指出，該車輛的裝甲非常薄。
1928年後，克里斯蒂關於如何使用他的坦克概念以及他的執著再次導致了與陸軍官員的衝突。喬治·巴頓上校是評估委員會的成員之一，他贊成克里斯蒂的設計和坦克戰爭概念。
1929年，當克里斯蒂仍使用雙輪和履帶系統時，美國人通過使用大型彈簧作為減震器，提出了一種獨特的解決方案，以完善其底盤設計。但這需要額外的空間來容納它們，這與他偏愛的小型，快速坦克設計背道而馳。克里斯蒂通過自己的系統展示了創新才能，將彈簧的阻尼效果從垂直位置轉換為水平位置，從而使彈簧可以在較小的底盤中大型化。
蘇聯在1930年代初向美國工程師克里斯蒂購買了其開創性新型坦克的底盤。1930年底，兩個樣品被運至蘇聯。第二次世界大戰期間，根據克里斯蒂的設計而生產的T-34坦克改變了蘇德戰爭的潮流。

## 來源
1. ↑  Wright, Kevin. . Bergen County Historical Society.   [2015-03-17]. （原始内容存档于2018-05-29）.
2. ↑  http://turcopolier.typepad.com/the_athenaeum/2013/01/the-soviet-command-economy-by-richard-sale.html （页面存档备份，存于）, p. 5
3. ↑  .   [2020-07-16]. （原始内容存档于2020-08-10）.
4. ↑  Tim Bean、Will Fowler 著. . 臺灣: 風格司藝術創作坊. : 179. ISBN 978-986-84311-7-1.
5. ↑  上. 2014年8月: 47. ISSN 1001-8778. 缺少或|title=为空 (帮助)